# Свенцицкий, Анатолий Леонидович
Анатолий Леонидович Свенцицкий (7 октября 1936 — 5 марта 2024) — советский и российский учёный-психолог, педагог, доктор психологических  наук, профессор.
Автор более 160 научных работ (включая 18 работ, опубликованных за рубежом), в числе которых 6 монографий и один учебник «Социальная психология», рекомендованный Учебно-методическим объединением в качестве учебника для студентов высших учебных заведений.

## Биография
Родился 7 октября 1936 года в городе Кингисеппе Ленинградской области.
По окончании средней школы, в 1954 году поступил на отделение психологии философского факультета Ленинградского государственного университета (ЛГУ, ныне Санкт-Петербургский государственный университет). Окончив его в 1959 году, работал в качестве литературного сотрудника в ряде газет Ленинграда и Ленинградской области.
В 1962 году был принят лаборантом в первую в стране лабораторию социальной психологии философского факультета ЛГУ. C 1962 по 1965 год он был аспирантом лаборатории социальной психологии НИИ комплексных социальных исследований ЛГУ. В 1965 году стал работать младшим, а вскоре старшим научным сотрудником лаборатории. В 1966 году защитил кандидатскую диссертацию на тему «Интервью как метод социальной психологии». С 1967 года А. Л. Свенцицкий — ассистент, затем старший преподаватель, доцент, профессор кафедры социальной психологии факультета психологии Ленинградского государственного университета. В 1980 году защитил докторскую диссертацию на тему «Социальная психология управления производственным коллективом». С 1989 года заведующий кафедрой социальной психологии факультета психологии Санкт-Петербургского государственного университета (СПбГУ).
Член Санкт-Петербургского психологического общества и Общества психологических исследований социальных проблем (США). Преподавал и участвовал в совместных научно-педагогических программах в Германии (1997—2001) и Италии (2001—2007); выступал с докладами на научных конференциях в Болгарии, Бразилии и США. В рамках Национального конкурса «Золотая Психея» являлся членом Большого Жюри в 1999—2003 годах.
А. Л. Свенцицкий создал в СПбГУ научную школу социальной психологии управления организациями. Является одним из инициаторов развития в отечественной психологии направления индустриальной социальной психологии. Под его руководством защищено 50 кандидатских и 10 докторских диссертаций.
Скончался 5 марта 2024 года в возрасте 87 лет.

## Заслуги
- В 1990 году удостоен премии Ленинградского университета за лекторское мастерство.
- Удостоен почётного звания «Заслуженный работник высшей школы Российской Федерации» (1999).
- Награждён медалью ордена «За заслуги перед Отечеством II степени» (2007).
- В 2006 году А. Л. Свенцицкому присвоено звание «Почётный профессор Санкт-Петербургского государственного университета».